# جان کر (فرماندار کل)
جان کر (انگلیسی: John Kerr؛ ۲۴ سپتامبر ۱۹۱۴ – ۲۴ مارس ۱۹۹۱) سیاست‌مدار اهل استرالیا و از 1974 تا 1977 هجدهمین فرماندار کل آن کشور بود. جان کر نقشش در آغاز بحران قانونی ۱۹۷۵ استرالیا به یاد آورده می‌شود.